# چغندر قند

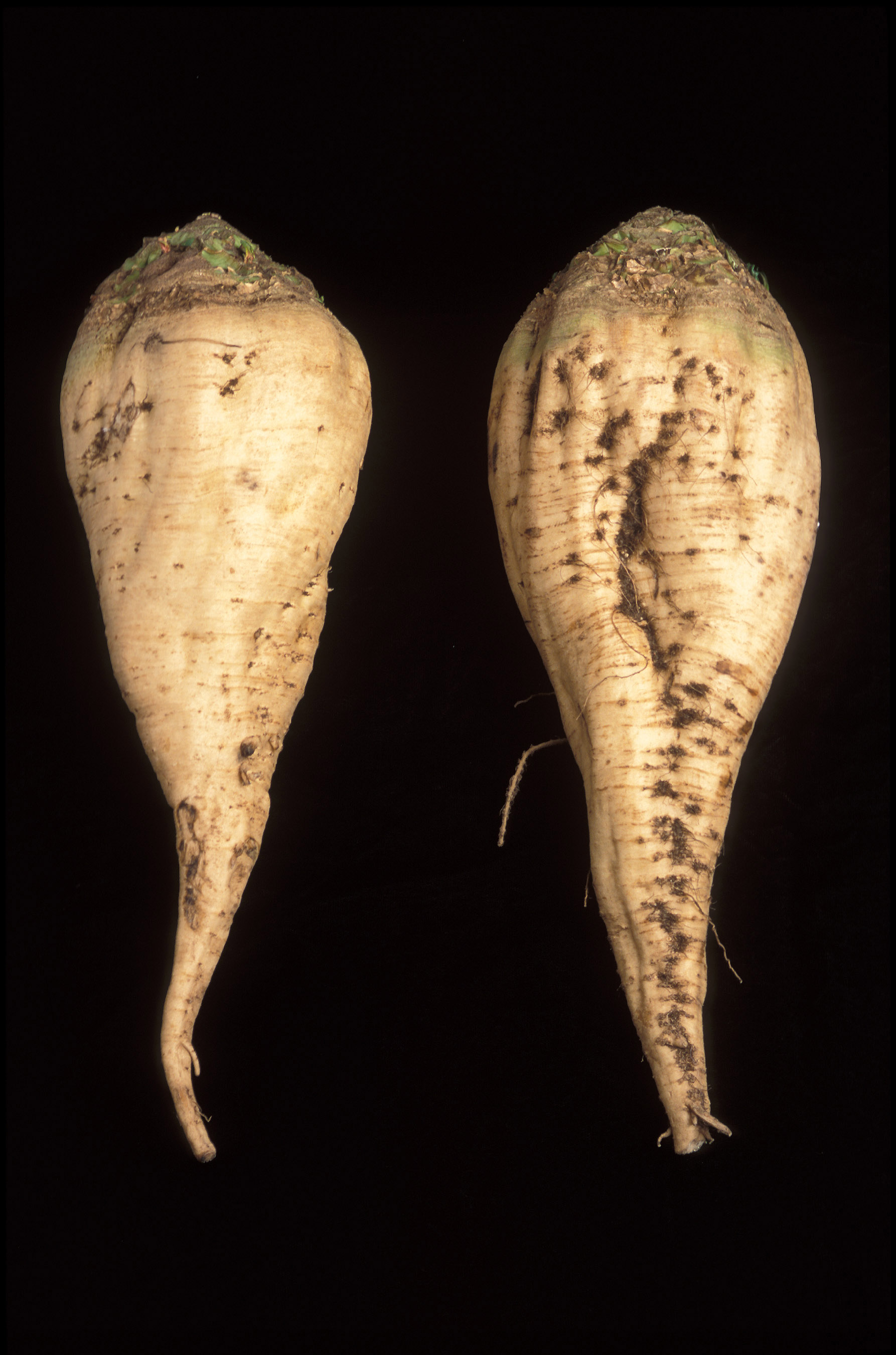
دو نوع چغندر قند

چغندر قند (نام علمی: Beta vulgaris) گیاهی است دو ساله از تیره اسفناج که به صورت گیاهی دوساله زراعت می‌شود. چغندر قند طی دوره رشد رویشی فاقد ساقه بوده و به صورت مجموعه‌ای از برگ‌های بزرگ افقی تا عمودی مشاهده می‌شود. طول دوره رشد برای تولید قند ۶ تا ۹ ماه می‌باشد. معمولاً در آب‌وهوای کوهستانی از رشد و کیفیت خوبی برخوردار است و در ایران مناطقی چون شهرستان اقلید، شهرکرد، تربت حیدریه چناران قوچان و میاندوآب بالاترین سطح کشت را دارند.
چغندر قند سازگاری وسیعی به شرایط محیط متنوع دارد به سرما و گرما نسبتاً مقاوم است تحمل خشکی را دارد به شوری خاک نیز مقاوم است. عوامل محیطی مانند حرارت، نور، طول روز و رطوبت خاک تا حد زیادی تعیین‌کننده نحوه رشد و ذخیره قند در ریشه می‌باشد. خاک‌های بارور، دارای زهکشی خوب، بافت متوسط و اسیدیته خنثی تا کمی قلیایی برای چغندر قند ایدئال است. عملکرد در خاک‌های نیمه سنگین بشرط وجود زهکشی خوب نیز مطلوب می‌باشد.

## قسمت‌های گیاه
محصول زراعی چغندر، ریشه‌ای است بزرگ و آبدار که شامل سه قسمت است:
1. طوقه که قسمت بالایی ضخیم شده و برگ‌ها از آن منشأ می‌گیرد.
2. منطقه کوتاه و صاف در زیر طوقه که گردن گفته می‌شود. گردن قطورترین منطقه ریشه می‌باشد.
3. قسمت گوشتی ریشه که ذخیره قند در آن انجام می‌گیرد. مقدار قند در منطقه گردن و طوقه پایین است مقدار قند در ارقام اصلاح شده به ۱۶ تا ۲۰ درصد می‌رسد. امراض و کمبود مواد غذایی موجب افزایش ریزش برگ‌ها گشته و عملکرد را پایین می‌آورد زیرا در این حالت برگ‌های جدید به وجود می‌آید که صرفاً با مصرف قند ذخیره شده ریشه رشد می‌کند. معمولاً ساقه گل دهنده چغندر که در سال دوم رشد به وجود می‌آید از مرکز طوقه رشد می‌کند گل‌ها کوچک و در روی گل آذین خوشه‌ای مرکب به‌طور منفرد با دسته‌جات ۲ تا ۷ گلی مشاهده می‌شود خود عقیمی و دگرگشتی بر گیاه حاکم است باد عامل مهم در گرده‌افشانی بشمار می‌رود.

## تولید
| کشور        | کشور                | میزان تولید به تن |
| ----------- | ------------------- | ----------------- |
| ۱           | روسیه               | ۴۲٬۰۶۶٬۰۰۰        |
| ۲           | فرانسه              | ۳۹٬۵۸۰٬۰۰۰        |
| ۳           | ایالات متحده آمریکا | ۳۰٬۰۶۸٬۰۰۰        |
| ۴           | آلمان               | ۲۶٬۱۹۱٬۰۰۰        |
| ۵           | ترکیه               | ۱۸٬۹۰۰٬۰۰۰        |
| ۶           | لهستان              | ۱۴٬۳۰۳٬۰۰۰        |
| ۷           | اوکراین             | ۱۳٬۹۶۷٬۰۰۰        |
| ۸           | چین                 | ۱۲٬۰۷۷٬۰۰۰        |
| ۹           | مصر                 | ۱۱٬۲۲۲٬۰۰۰        |
| ۱۰          | بریتانیای کبیر      | ۷٬۶۲۰٬۰۰۰         |
| ۱۱          | هلند                | ۶٬۵۰۸٬۰۰۰         |
| ۱۲          | بلژیک               | ۵٬۱۹۲٬۰۰۰         |
| ۱۳          | ایران               | ۴٬۹۰۱٬۰۰۰         |
| تولید جهانی | تولید جهانی         | ۲۷۴٬۸۰۰٬۰۰۰       |

## آفاتعمومی
شته سیاه باقلا با نام علمی Aphis fabae از آفات عمومی محصولات زراعی است این شته بین ۲/۵ تا ۳ ملی متر طول داشته و به رنگ سیاه براق و گاهی تا سبز زیتونی دیده می‌شود این شته از شیره پرورده گیاه تغذیه و باعث پیچیدگی، پژمردگی و زردی برگ‌ها و حتی خشکیدن آن‌ها می‌گردد با این آفت می‌توان با سموم متأسیستوکس، دیمتوات و سوپر اسید مبارزه کرد. و مهم‌ترین آفت که از سال ۹۱ روبه رشد است کرم قوزه ویا لاروشبپرک است که کشاورزان اراک را تا حدودی دچار مشکل کرده است.

## بیماری لکه گرد
بیماری لکه گرد برگ چغندر یکی از بیماری‌های مهم چغندر در نواحی گرم و مرطوب است که توسط قارچی بنام Cercospora beticola ایجاد می‌شود. علائم بیماری پیدایش لکه‌های گرد کوچکی به قطر ۲ تا ۵ میلی‌متر به رنگ خاکستری یا قهوه‌ای مایل به خاکستری با حاشیه قرمز متمایل به قهوه‌ای روی برگ‌ها می‌باشد. کنترل بیماری با ضدعفونی بذر با فرمالین و سمپاشی مزرعه با ترکیبات مس مانند کوپر اویت انجام می‌شود. بیماری پوسیدگی ریشه چغندر قندر ظاهراً توسط قارچ‌های مختلفی تولید می‌شود این بیماری پس از تشکیل ریشه غده‌ای به چغندر حمله و موجب پوسیدگی ریشه در ناحیه طوقه می‌گردد.

## چغندرقند در فرایند زیست تخمیر
چغندرقند یک محصول عمده است که برای تولید شکر در مقیاس بزرگ استفاده می‌شود. بر انواع ضایعات مایع و جامد تولید شده در طی فرآوری چغندرقند، از جمله ملاس و تفاله چغندرقند، که حاوی ترکیبات ارزشمندی مانند سلولز، همی سلولز و پکتین است، تأکید کرد. این مواد زائد را می‌توان در کاربردهای مختلفی از جمله خوراک دام، تولید بیواتانول و تولید مواد بیوشیمیایی و واسطه‌های دارویی مورد استفاده قرار داد. تخمیر به عنوان یک ابزار قدرتمند برای ارزش گذاری، تبدیل ترکیبات آلی به محصولات با ارزش از طریق عملکرد میکروبی ارائه می‌شود. رویکرد پالایش زیستی، با الهام از پالایشگاه‌های سنتی نفت، با هدف استخراج حداکثر ارزش از منابع تجدیدپذیر و جریان‌های زباله است. ضایعات چغندرقند از جمله تفاله و…